# Secolo d'Italia
Il Secolo d'Italia è un quotidiano nazionale italiano on line, già quotidiano cartaceo.
Nato nel 1952 a Roma come quotidiano vicino alla destra, nel 1963 divenne organo ufficiale del Movimento Sociale e dal 1995, successivamente alla svolta di Fiuggi, di Alleanza Nazionale. Dal 2009 al 2011 è stato uno dei quotidiani del partito Il Popolo della Libertà.
Nel dicembre 2012 ha cessato le pubblicazioni cartacee per continuare a esistere solo sul web. È edito dalla fondazione Alleanza Nazionale.

## Storia

### Fondazione
Venne fondato a Roma il 16 maggio 1952 come giornale indipendente di destra. Il fondatore Franz Turchi, al fine di finanziare la creazione del giornale, vendette un antico presepe napoletano con centinaia di statuine. Il primo direttore fu Bruno Spampanato, ex capoufficio stampa della Xª Flottiglia MAS.
Durante il primo mese uscì con la testata Il Secolo, scelta dal fondatore in quanto legato al tempo e alla nazione, e il sottotitolo «Quotidiano per gli italiani». Dal 6 giugno 1952 assunse la denominazione definitiva Il Secolo d'Italia, corredata dal nuovo sottotitolo «Quotidiano indipendente del mattino». La motivazione che portò alla nascita del giornale fu la necessità di creare un anno primo della fine della I legislatura (le elezioni si svolsero nel 1953), un quotidiano d'area che appoggiasse le tesi del Movimento Sociale Italiano: superate le elezioni si decise di continuare l'esperienza giornalistica.
Nel corso degli anni cinquanta la direzione del giornale passò da Bruno Spampanato a Cesco Giulio Baghino, quindi a una direzione collegiale formata da Franz Maria d'Asaro, Filippo Anfuso e Giorgio Almirante; essi si interessarono rispettivamente di aspetti manageriali, politica estera e politica interna: fra i vari giornalisti che divennero collaboratori della rivista si ricordano Nino Tripodi, Felice Borsato e Umberto Guglielmotti. Aniceto Del Massa curò la terza pagina dai primi numeri fino al 1961.
All'inizio degli anni sessanta il giornale raggiunse una tiratura di oltre 150 000 copie .

### Quotidiano del MSI

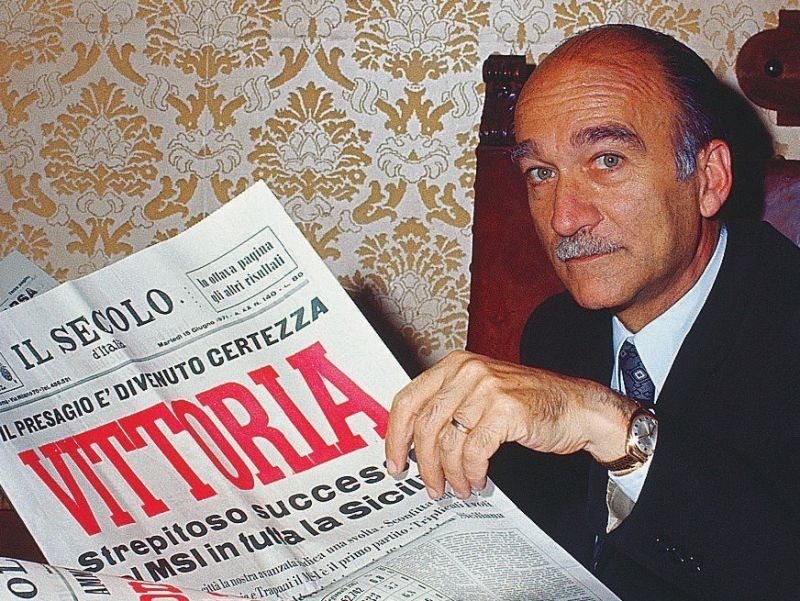
Almirante legge una copia del Secolo d'Italia che celebra il buon risultato del MSI alle elezioni regionali in Sicilia del 1971

Nel 1963 l'allora segretario del Movimento Sociale Italiano (MSI) Arturo Michelini rilevò la società editrice del giornale, divenendone direttore e dal 3 agosto 1968 mutò sottotitolo in «Quotidiano del MSI». Alla morte di Michelini, avvenuta nel 1969, la direzione fu assunta da Nino Tripodi, che puntò sia all'ammodernamento del giornale tramite l'utilizzo delle nuove tecnologie di composizione e stampa sia all'ampliamento della sezione culturale del giornale, grazie all'introduzione del supplemento Il Secolo Cultura. Nel 1980 il terrore degli "anni di piombo" colpisce anche il Secolo d'Italia, con l'assassinio del giovane fattorino del giornale Angelo Mancia.
Almirante affidò negli anni '80 il giornale a un grande giornalista come Alberto Giovannini, con l'incarico di farne un giornale d'area, ma con esiti alterni.
Dal 1990 al 1991, durante la segreteria Rauti, è stato direttore Guido Lo Porto.

### Organo di AN
Nel 1994 divenne direttore Gennaro Malgieri. Il suo periodo coincise con la trasformazione del Movimento Sociale Italiano in Alleanza Nazionale, guidata da Gianfranco Fini. Nel 1998 la guida del giornale passò a Marcello Staglieno.
Nel 2000 l'incarico viene affidato alla giornalista Flavia Perina, dal 2006 direttore politico del Secolo d'Italia poiché eletta deputato, con direttore responsabile Luciano Lanna. Dal 2008 l'edizione della domenica è arricchita di una sezione contenente reportage, critiche letterarie e recensioni di spettacoli. Il giornale esce in quel giorno con la testata D+Secolo.
Il 21 e il 22 marzo 2009 Alleanza Nazionale ha votato la confluenza con Forza Italia nel nuovo partito, Il Popolo della Libertà.
Il Secolo, la cui proprietà passa alla neocostituita "Fondazione AN", ritorna un quotidiano indipendente, rimanendo però molto vicino alle posizioni di Gianfranco Fini.

### Direzione Perina/Lanna
La direttrice Flavia Perina, nell'aprile 2009, ha dichiarato a Prima Comunicazione:
(Prima Comunicazione n. 394 - aprile 2009)
La linea del quotidiano con la direzione Perina è stata legata alla componente finiana e poi a Futuro e Libertà per l'Italia, movimento politico fondato da Gianfranco Fini dopo la sua espulsione il 29 luglio 2010 dal PdL, cui aderirono sia il direttore politico Flavia Perina, sia il direttore responsabile Luciano Lanna, sia l'amministratore Enzo Raisi.
L'assunzione di posizioni tradizionalmente non riconducibili alla destra o al centrodestra ha creato attorno al giornale un vivo dibattito. Pierluigi Battista sul Corriere della Sera prospetta per il «Secolo» (che definisce rappresentante di una "destra" utopica, onirica, libertaria, multiculturalista e progressista) un futuro "di minoranza" avendo infatti sempre meno in comune con la destra reale.

Riferendosi a un articolo del 29 giugno 2010 pubblicato in prima pagina, in cui ci si compiaceva di una raccomandazione della Corte europea dei diritti dell'uomo che sconsigliava agli stati europei di proibire nei luoghi pubblici il burqa, il semiologo Ugo Volli ha rinominato tale giornale come "Secolo d'Eurabia".
Dal 2 settembre 2010, data dello "strappo" consumato tra Gianfranco Fini e il PdL, con la nascita di autonomi gruppi parlamentari, diventa il quotidiano di riferimento di FLI.

### Quotidiano nel PdL
Nel febbraio 2011 la testata torna ad essere controllata dalla componente ex-AN del PdL del Comitato di Amministrazione. La "Fondazione AN" nomina un nuovo CdA di 5 componenti al posto dell'amministratore unico Enzo Raisi, tra cui 4 parlamentari (ex-AN) del PdL, più lo stesso Raisi che però non accetta l'incarico. Presidente del CdA è il senatore Giuseppe Valentino. Il giornale esce con la sottotestata "Quotidiano nel PdL".

Nel marzo dello stesso anno Flavia Perina, vicina al presidente di FLI Gianfranco Fini, viene dimissionata. Il condirettore Luciano Lanna, anche lui vicino a FLI, resta invece direttore responsabile fino al 19 aprile 2011, giorno in cui si dimette. Al suo posto viene quindi nominato come direttore responsabile pro tempore il caposervizio Girolamo Fragalà, poi nominato vicedirettore responsabile, e il 6 maggio il CdA nomina nuovo direttore politico il deputato PdL Marcello De Angelis, già direttore del mensile Area (vicino a Gianni Alemanno).
Dal 3 aprile 2012 il giornale è passato dal formato compact al tradizionale lenzuolo; contestualmente dimezza la foliazione da 16 a 8 pagine.

### Quotidiano online
Dal 21 dicembre 2012 il quotidiano è diventato esclusivamente una testata giornalistica telematica (disponibile online), essendone cessata la pubblicazione della versione cartacea.
Il 14 giugno 2014 la Fondazione Alleanza Nazionale designa l'ex deputato di AN e di FLI, Italo Bocchino, nuovo direttore.
Il 23 gennaio 2019 la Fondazione Alleanza Nazionale sposta Bocchino (che diviene direttore editoriale) e nomina Francesco Storace (esponente di Fratelli d'Italia) nuovo direttore responsabile.
Il 5 luglio 2020 Francesco Storace lascia la direzione del giornale e Bocchino riassume la carica di direttore.
Il 26 gennaio 2024 Antonio Rapisarda assume la carica di direttore responsabile.

## Diffusione
La diffusione del Secolo d'Italia, se si eccettua il biennio 1995-1996, non era certificata dall'ADS. La distribuzione del quotidiano era di 20 000 copie su tutto il territorio nazionale tranne le isole. Oggi è disponibile solo l'edizione on line.
| Anno | Copie vendute |
| ---- | ------------- |
| 1995 | 25 898        |
| 1996 | 15 157        |

Dati Ads - Accertamenti Diffusione Stampa

## Finanziamenti pubblici
Il quotidiano Secolo d'Italia ha beneficiato dei finanziamenti pubblici riservati all'editoria di partito.
(dal 1990 al 2001 l'importo è stato convertito in euro)
| Anno   | Finanziamento   |
| ------ | --------------- |
| 1990   | 1 962 536,22 €  |
| 1991   | 2 565 568,85 €  |
| 1992   | 2 749 205,95 €  |
| 1993   | 2 814 305,34 €  |
| 1994   | 3 013 434,08 €  |
| 1995   | 3 408 615,53 €  |
| 1996   | 6 817 231,07 €  |
| 1997   | 3 098 741,40 €  |
| 1998   | 3 098 741,40 €  |
| 1999   | 3 098 741,40 €  |
| 2000   | 3 098 741,40 €  |
| 2001   | 3 098 741,40 €  |
| 2002   | 3 098 741,40 €  |
| 2003   | 3 098 741,40 €  |
| 2004   | 3 098 741,40 €  |
| 2005   | 3 098 741,40 €  |
| 2006   | 3 098 741,40 €  |
| 2007   | 2 959 948,01 €  |
| 2008   | 2 952 474,42 €  |
| 2009   | 2 952 474,59 €  |
| 2010   | 2 612 852,16 €  |
| 2011   | 1 795 148,57 €  |
| 2012   | 992 804,04 €    |
| 2013   | 780 472,85 €    |
| 2014   | 493 867,19 €    |
| 2015   | 447 482,22 €    |
| 2016   | 194 041,72 €    |
| Totale | 70 499 876,18 € |

## Direttori

### Edizione cartacea
| Direttore                                                       | Dal                         | Al                           |
| --------------------------------------------------------------- | --------------------------- | ---------------------------- |
| Bruno Spampanato                                                | 16 maggio 1952              | 16 luglio 1952               |
| Cesco Giulio Baghino                                            | 17 luglio 1952              | 10 ottobre 1953              |
| Filippo Anfuso e Giorgio Almirante                              | 11 ottobre 1953             | 2 agosto 1963                |
| Arturo Michelini                                                | 6 agosto 1963               | 15 giugno 1969               |
| Nino Tripodi                                                    | 1º luglio 1969              | 10 maggio 1982               |
| Alberto Giovannini                                              | 11 maggio 1982              | 8 agosto 1984                |
| Cesare Mantovani                                                | 3 novembre 1984             | dicembre 1987                |
| Pino Romualdi                                                   | dicembre 1987               | 18 febbraio 1988             |
| Aldo Giorleo                                                    | 19 febbraio 1988            | 14 dicembre 1988             |
| Giano Accame                                                    | 15 dicembre 1988            | gennaio 1990                 |
| Guido Lo Porto                                                  | gennaio 1990                | 1991                         |
| Maurizio Gasparri                                               | 1991                        | 1994                         |
| Gennaro Malgieri *Marcello Staglieno, condirettore responsabile | 10 maggio 1994 1998         | 5 dicembre 2004              |
| Flavia Perina *Luciano Lanna, direttore responsabile            | 6 dicembre 2004 maggio 2006 | 21 marzo 2011 18 aprile 2011 |
| Marcello De Angelis                                             | 5 maggio 2011               | 21 dicembre 2012             |

### Edizione on line
| Direttore           | Dal  | Al        |
| ------------------- | ---- | --------- |
| Marcello De Angelis | 2012 | 2014      |
| Italo Bocchino      | 2014 | 2019      |
| Francesco Storace   | 2019 | 2020      |
| Italo Bocchino      | 2020 | 2024      |
| Antonio Rapisarda   | 2024 | in carica |